# Coûts d'automobile

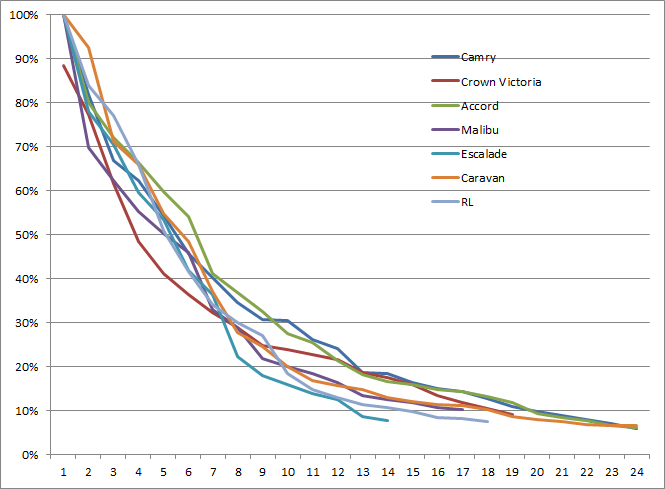
Dépréciation normalisée pour différents véhicules.

Les coûts internes d'automobile sont toutes les dépenses payées par les conducteurs pour permettre de posséder et utiliser une automobile. Normalement, ces dépenses privées sont divisés par des coûts fixes ou permanents, et des coûts variables ou de fonctionnement. Les coûts fixes sont ceux-là qui ne dépendent pas de la distance parcourue par le véhicule et que le propriétaire doit payer pour maintenir le véhicule prêt à être utilisé sur la route, comme l'assurance ou les taxes routières. Les coûts variables sont ceux qui dépendent de l'utilisation de la voiture, comme le carburant ou les péages.
Comparé à d'autres modes populaires de transport de passagers, en particulier les autobus ou les trains, l'automobile a un coût relativement élevé par passager-distance parcourue. Les automobilistes au Royaume-Uni semblent dépenser sur sa voiture une moyenne d'environ un tiers de leur salaire net moyen, tandis que les automobilistes au Portugal semblent dépenser moitié de leur salaire net. Cette situation se reflète dans la plupart des autres pays occidentaux. Pour le propriétaire de la voiture, la dépréciation constitue environ la moitié du coût total d'une voiture. L'automobiliste typique sous-estime ce coût fixe par grande marge, ou même l'ignore complètement.